# Arcturus tarasovi
Arcturus tarasovi är en kräftdjursart som först beskrevs av Gurjanova 1935.  Arcturus tarasovi ingår i släktet Arcturus och familjen Arcturidae. Inga underarter finns listade i Catalogue of Life.